# Pur (folyó)
A Pur (oroszul: Пур) folyó Nyugat-Szibériában, az oroszországi Jamali Nyenyecföldön.

## Földrajz
Hossza: 389 km, vízgyűjtő területe: 112 000 km².
A Nyugat-szibériai-alföld északi részén, a Pjakupur és az Ajvaszedapur folyók egyesülésével keletkezik, Tarko-Szale településnél. Nagyobbik forráságával, a Pjakupurral együtt hossza 1024 km. Sík vidéken, Jamali Nyenyecföldön folyik északi irányban és a Kara-tengerhez tartozó Ob-öböl keleti oldalán nyíló Taz-öbölbe ömlik, a Taz folyó torkolata közelében.
Bal oldali forrásága, a Pjakupur (542 km, a Jangjagun folyó forrásától számítva 635 km) vízgyűjtőjén több tízezer kisebb tó található. A Pjakupur és az Ajvaszedapur (178 km) egyaránt a Szibériai-hátságon ered, elmocsarasodott erdős tundrán, síkvidéken folynak végig.  
A Pur csapadékból, főleg hóolvadékból táplálkozik. Novembertől májusig befagy, de az 1970-es évek végén volt olyan nyár, amikor a folyó nem szabadult fel a jég alól. Hajózható.

### Mellékfolyók
- Balról: Jevo-Jaha; partjára épült Novij Urengoj város.
- Jobbról: Nagy Hadir-Jaha (237 km), Urengojnál ömlik a Purba.

## Települések, ásványi kincsek
- Tarko-Szale: város, folyami kikötő a Pur kezdeténél, a Pjakupur-folyó partján, (20 000 fő, 2007-ben).
- Urengoj: a Pur jobb partján, a torkolattól kb. 245 km-re (9 500 fő, 2008-ban).
- Novij (Új) Urengoj: a Pur Jevo-Jaha nevű mellékfolyója partján alapították 1973-ban (118 000 fő).

A Taz–Pur–Nadim folyók vízgyűjtője alatt hatalmas szénhidrogénmezők húzódnak. A Pur vízgyűjtőjén található a Föld második legnagyobb földgázmezője.
Az Urengoj településről elnevezett földgázmezőt 1966-ban találták meg, a kitermelés 1978-ban kezdődött. Az Ungvárig (Uzsgorodig) kiépített távvezetéken 1984 januárjában indult meg a gázexport Közép- és Nyugat-Európába.

## Külső hivatkozások
- Tarko-Szale város és a két folyóból keletkező Pur a Wikimapia-n. (Hozzáférés: 2009. július 2.)